# Tutto il mio folle amore
Tutto il mio folle amore è un film italiano del 2019 diretto da Gabriele Salvatores.
Il film è liberamente ispirato al romanzo Se ti abbraccio non aver paura di Fulvio Ervas, che racconta la storia vera di Franco e Andrea Antonello, padre con figlio autistico e che hanno fatto un lungo viaggio in moto in sud America.
Il titolo del film è un riferimento al brano Cosa sono le nuvole scritto da Pier Paolo Pasolini e interpretato da Domenico Modugno.

## Trama
Il sedicenne Vincent, autistico, è stato cresciuto con difficoltà da sua madre Elena e dal marito Mario, che lo ha adottato. Una sera Willy, il padre naturale del ragazzo, che è chiamato il Modugno della Dalmazia, dopo un concerto e con parecchio alcol in corpo, entra di soppiatto in casa di Elena e Mario, che lo accoglie chiamandolo il merda. Svegliato dalle urla della madre Vincent assiste per caso alla discussione. Willy per la prima volta vede il figlio e scopre che non è come immaginava. Elena infuriata lo caccia via.
La mattina seguente Vincent non si trova, scomparso. Si era nascosto sotto un telo nel pianale del pick-up del padre, che, ignaro della sua presenza, lascia le tappe della tournée dove aveva in programma di cantare. Si fermano a pranzare e si scopre che Vincent vuole solo patate. Quando il padre cerca di parlargli lui quasi automaticamente risponde: Vincent Masato, nato a Trieste il 13 luglio del 2003 da Elena Masato adottato dal signor Mario Topoli, tu ti chiami Willy boy e sei il mio papà.
Queste parole alzano un vento che fa muovere le tende del locale e accendono qualcosa in Willy. Seguono varie vicissitudini come la rottura dell'auto, l'acquisto di una moto con cui hanno un incidente, nonché la prima esperienza sessuale e un passaggio di frontiera come clandestini perché Vincent non ha documenti. In questi giorni intensi i due imparano ad avvicinarsi, instaurando un forte legame padre-figlio. Elena e Mario, che li stanno disperatamente cercando, li trovano semi addormentati cullati da delle poltrone gonfiabili in una piscina a una festa di matrimonio dove Willy aveva cantato.

## Colonna sonora
- Tu sì 'na cosa grande (Domenico Modugno/ Roberto Gigli)
- Marinai, donne e guai (Domenico Modugno)
- Vincent e Willy (Mauro Pagani)
- Nel blu dipinto di blu (Domenico Modugno/ Franco Migliacci)
- Vincent (Don McLean)
- Elena (Mauro Pagani)
- Resta cu'mme (Domenico Modugno/ Dino Verde)
- Cosa sono le nuvole (Domenico Modugno/ Pier Paolo Pasolini)
- L'equilibrista (Mauro Pagani)
- Care For (Mauro Pagani)
- Vincent e Willy (reprise) (Mauro Pagani)
- Next to Me (scritto e composto da Dan Reynolds, cantato dagli Imagine Dragons)

## Distribuzione
Il film è stato presentato fuori concorso alla 76ª Mostra internazionale d'arte cinematografica di Venezia il 6 settembre 2019 e poi verrà distribuito nelle sale cinematografiche italiane dal 24 ottobre dello stesso anno.

## Riconoscimenti
- 2020 – David di Donatello[5][6]
  - Candidatura per la migliore attrice protagonista a Valeria Golino
- 2020 – Nastro d'argento[7]
  - Candidatura miglior regista a Gabriele Salvatores
  - Candidatura miglior sonoro in presa diretta
  - Candidatura migliore colonna sonora a Mauro Pagani
  - Candidatura migliore fotografia a Italo Petriccione
  - Candidatura migliore sceneggiatura a Umberto Contarello, Sara Mosetti
- 2020 – Ciak d'oro
  - Candidatura Miglior regia a Gabriele Salvatores[8]